# Близнецы (фильм, 2017, США)
«Близнецы» (англ. Gemini) — американский детективный триллер 2017 года режиссёра Аарона Каца, снятый по его собственному сценарию. Фильм повествует об ассистентке голливудской кинозвезды, которая находит свою работодательницу убитой в её же собственном доме. Мировая премьера картины состоялась 12 марта 2017 года на фестивале South by Southwest, в американский прокат она вышла 30 марта 2018 года.

## Сюжет
Джилл ЛаБью — помощница и подруга Хизер Андерсон, голливудской старлетки. Молодая звезда отказывается от предложения сняться в фильме, для чего подсылает в кафе на встречу с режиссёром свою ассистентку. После его ухода в кафе входит Хизер, чтобы поужинать вместе с подругой, однако к ним неожиданно подсаживается фанатка звезды и фотографируется с Хизер. Выйдя на улицу, Джилл и Хизер сталкиваются с папарацци. Один из журналистов, Стэн, расспрашивает Хизер о её бывшем парне, а также о некой Трейси, которая, по слухам, является её новым любовным увлечением. Обе подруги идут в квартиру Джилл, где Хизер просит свою ассистентку одолжить ей пистолет двадцать второго калибра. Джилл колеблется, однако Хизер уверяет её, что с ним она будет чувствовать себя в безопасности. Затем они идут в ночной клуб, где встречаются с Трейси, подругой Хизер. Трейси говорит Хизер, что будет ждать её в своем летнем домике на следующий день, после чего девушки целуются.
Хизер и Джилл едут в особняк Хизер. Перед сном звезда замечает, что снаружи дома сработала световая сигнализация, на что Джилл отвечает ей, что это просто койот. На следующее утро Джилл достает пистолет из сумочки Хизер и случайно выстреливает, разбивая копилку с редкими монетами. Хизер просыпается, а Джилл говорит ей, что хотела вернуть пистолет, но уже передумала. Джилл выполняет для Хизер несколько утренних поручений, а когда возвращается, то обнаруживает подругу застреленной. Рядом с трупом валяется пистолет Джилл, а разбитая копилка просто исчезла. В особняк прибывает полиция, и Джилл дает показания детективу Ану. После допроса Джилл отпускают, она идет на пляж и пытается дозвониться до Трейси. Возле своей квартиры Джилл обнаруживает нескольких полицейских, её замечает детектив Ан и ведет в закусочную, дабы сообщить ей, что все улики, включая отпечатки пальцев на пистолете и гильзе, указывают на неё. Рядом с ними сидит журналист Стэн и записывает их разговор. Детектив отвлекается на перепалку со Стэном, а Джилл незаметно ускользает из закусочной.
Джилл перекрашивается в блондинку и идет к Грегу, режиссёру, с которым у неё состоялась встреча в кафе. Они обсуждают, кто бы мог убить Хизер. Внезапно в дом Грега стучится полиция и Грег выпускает Джилл через заднюю дверь. Джилл выслеживает Девина, бывшего парня Хизер. Она спрашивает его, что тот делал прошлой ночью, однако тот уклоняется от ответа и уходит из бара, оставив на столике ключ от гостиничного номера. Джилл проникает в его номер и ищет улики. Она находит редкую монету, похожую на одну из тех, что была в копилке Хизер. В номер возвращается Девин со своей девушкой. Джилл прячется в шкафу и подслушивает их разговор. Девин просит свою девушку предоставить ему алиби на случай допроса, хоть при этом и говорит, что непричастен к смерти Хизер.
Выбравшись из номера, Джилл получает звонок от Трейси. Та приезжает за Джилл и доставляет её в свой особняк. Джилл демонстрирует Трейси редкую монету, найденную в номере Девина, и говорит, что она была взята из копилки Хизер, на что Трейси отвечает, что всё может быть не столь однозначно. Ночью Джилл слышит, как Трейси обсуждает её с кем-то по телефону. Джилл обыскивает особняк Трейси на наличие улик и обнаруживает несколько монет из копилки Хизер. Она покидает особняк.
В прачечной Джилл получает сообщение от детектива Ана и смотрит по телевизору экстренный выпуск о том, что личность убитой звезды Хизер Андерсон не является подтвержденной. Тогда Джилл заходит в соцсеть и обнаруживает, что Сиерра, фанатка, которую они видели в кафе, как две капли воды похожа на Хизер. Как и у Хизер, у Сиерры также имеется татуировка с Близнецами на видном месте.
На следующее утро Джилл подъезжает к летнему домику Трейси. Внутри она обнаруживает живую и здоровую Хизер. Оказывается, мертвой девушкой была вовсе не Хизер, а Сиерра: Хизер случайно застрелила фанатку, когда та пыталась ворваться в её особняк. Хизер была слишком напугана, чтобы рассказать обо всё полиции, поэтому она инсценировала собственную смерть, а все улики, включая разбитую копилку с монетами, забрала с собой. Хизер просит подругу ударить её по лицу, чтобы убийство по неосторожности было больше похоже на самозащиту. В заключительной сцене Хизер дает интервью о совершенном на неё покушении.

## Актёрский состав
| Актёр                   | Роль                                    |
| ----------------------- | --------------------------------------- |
| Лола Кёрк               | Джилл ЛаБью, помощница Хизер            |
| Зои Кравиц              | Хизер Андерсон, голливудская кинозвезда |
| Джон Чо                 | Детектив Эдвард Ан                      |
| Грета Ли                | Трейси, подруга Хизер                   |
| Мишель Форбс            | Джейми Финнеган, агент Хизер            |
| Нельсон Франклин        | Грег, режиссер                          |
| Рив Карни               | Девин, бывший парень Хизер              |
| Джессика Паркер Кеннеди | Сиерра, фанатка Хизер                   |
| Джеймс Рэнсон           | Стэн, журналист                         |
| Рики Лейк               | Ванесса, интервьюер                     |

## Производство
В мае 2016 года Лола Кёрк, Зои Кравиц, Джон Чо, Грета Ли, Мишель Форбс, Нельсон Франклин, Рив Карни, Джессика Паркер Кеннеди, Джеймс Рэнсон и Рики Лейк присоединились к актёрскому составу фильма. Композитором был назначен Кигэн ДеУитт.

## Релиз
Мировая премьера состоялась 12 марта 2017 года на фестивале South by Southwest. Вскоре после этого компания Neon приобрела права на распространение фильма в Соединенных Штатах. Кинокомпания Sony Pictures Worldwide Acquisitions распространяла фильм по всему миру под своим лейблом Stage 6 Films. В США фильм вышел 30 марта 2018 года.

## Критика
На сайте-агрегаторе Rotten Tomatoes рейтинг одобрения фильма составляет 71 % на основе 79 обзоров со средней оценкой 6,20 из 10. Критический консенсус веб-сайта гласит: «Будучи являясь калейдоскопическим неонуаром, „Близнецы“ представляют собой визуально поражающий детектив с запутанным убийством, довольно убедительным сюжетом и впечатляющей игрой Лолы Кёрк». На Metacritic фильм имеет 71 балл из 100 на основе 30 критических отзывов, что указывает на «в целом положительные отзывы».